# Kathedrale von Wakefield

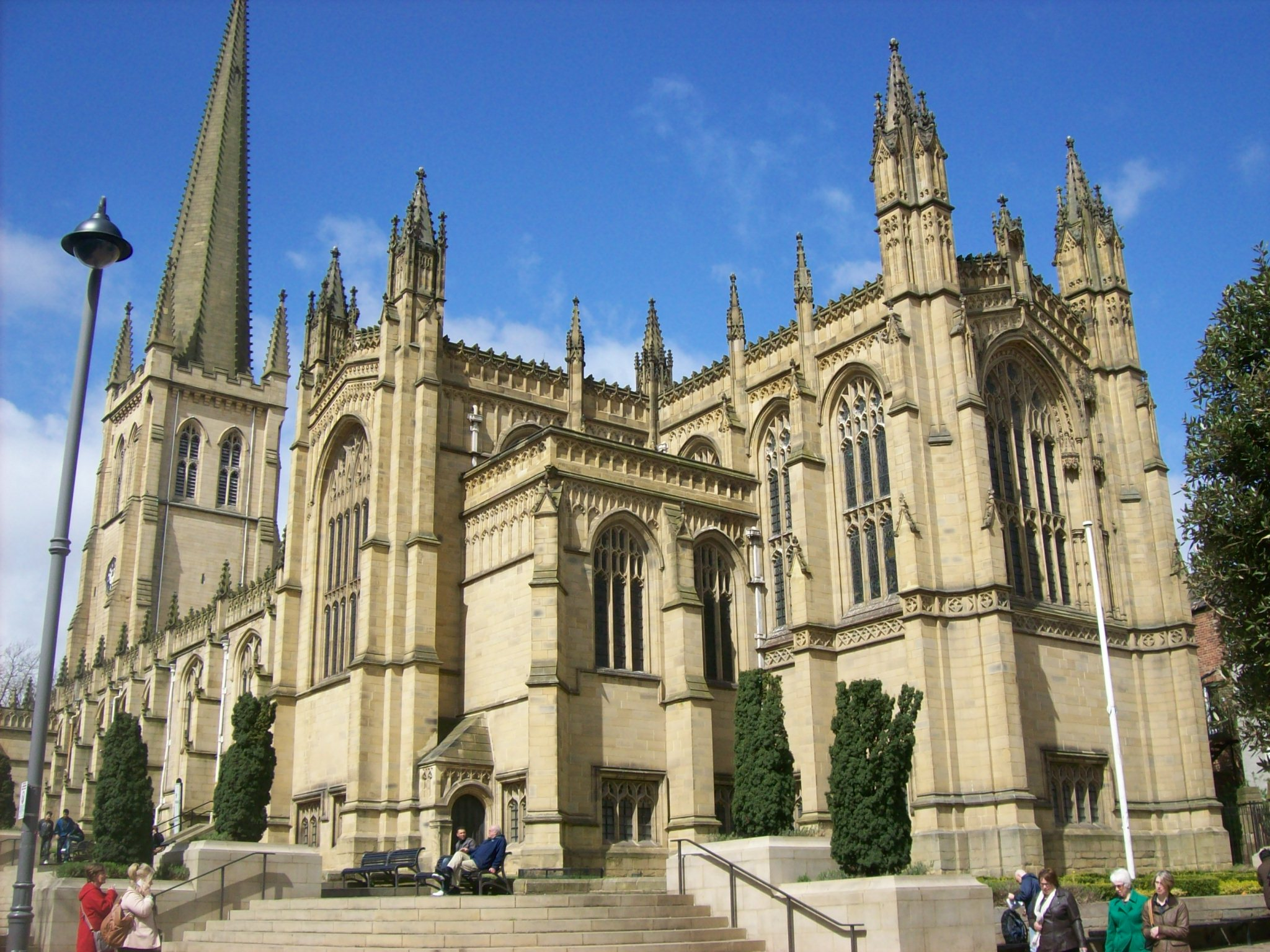
Kathedrale von Wakefield

Die Kathedrale von Wakefield ist eine dem Patrozinium Aller Heiligen (All Saints) unterstellte Bischofskirche der Church of England in der gut 18 km südlich von Leeds gelegenen mittelenglischen Stadt Wakefield im Metropolitan County West Yorkshire im ehemaligen angelsächsischen Königreich Northumbria. Seit dem Jahr 2004 ist sie – zusammen mit den Kathedralen von Bradford und Ripon – Konkathedrale der Diözese Leeds. Ihre ca. 75 m hohe Turmspitze ist das Wahrzeichen der Stadt und immer noch eines der höchsten Gebäude in Yorkshire. Der Kirchenbau ist als Grade-I-Baudenkmal gelistet.

## Geschichte

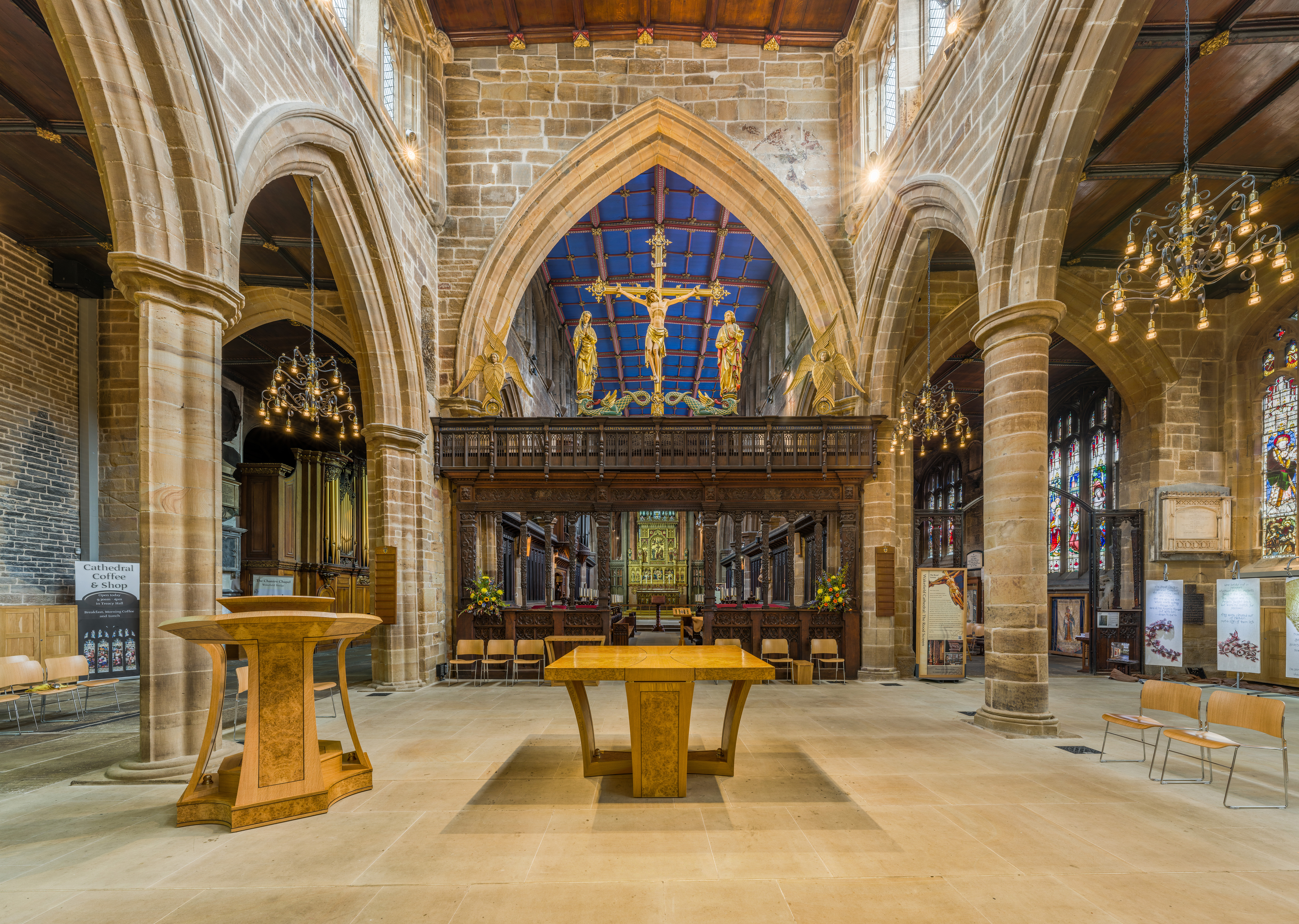
Blick vom Langhaus nach Osten

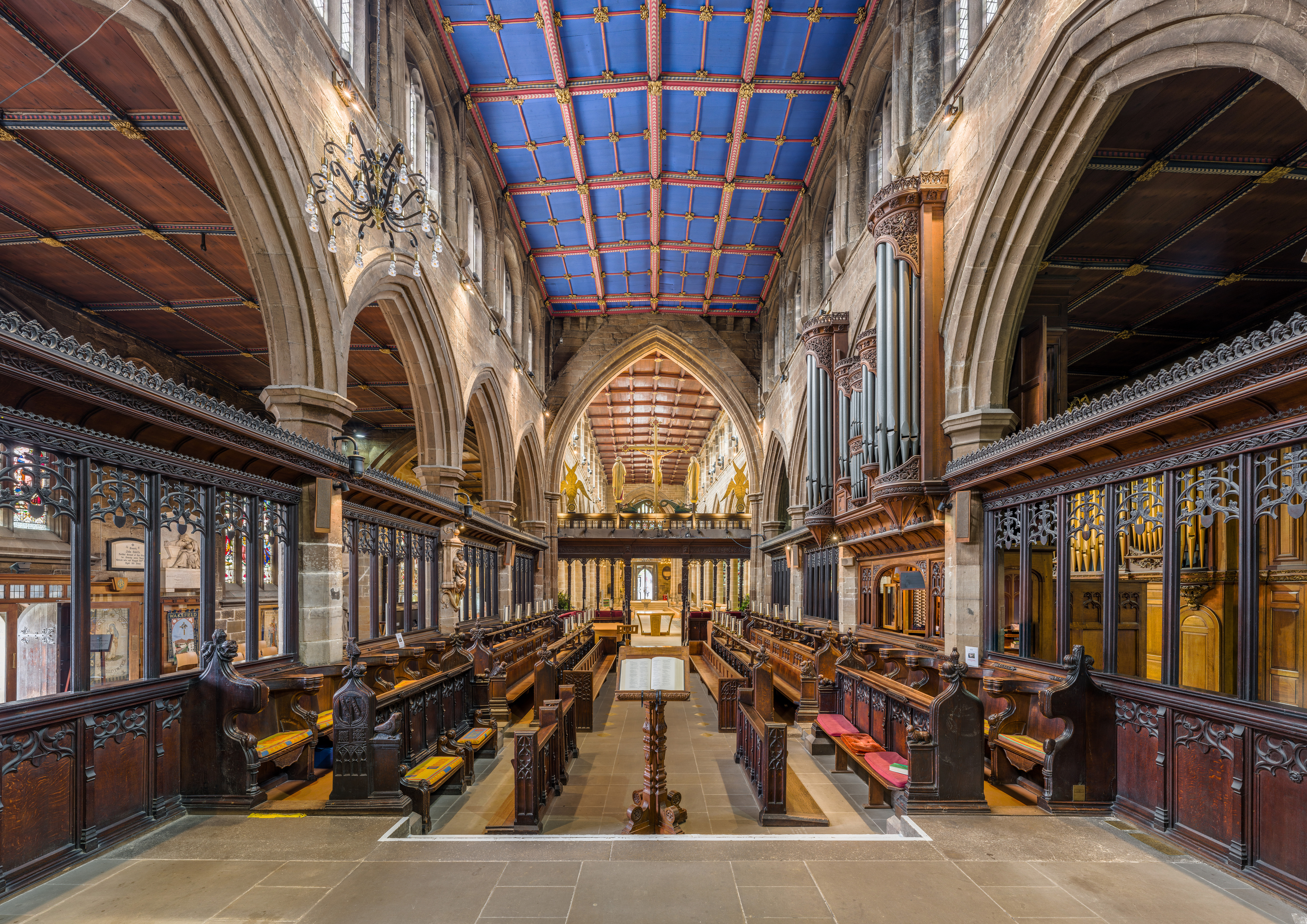
Blick vom Chor ins Langhaus

An der Stelle der heutigen gab es bereits eine angelsächsische und eine normannische Kirche. Letztere wurde im Jahr 1329 umgebaut und ca. 150 Jahre später in spätgotischem Stil (Perpendicular Style) vergrößert; weitere Umbauten und Veränderungen folgten. Im Jahr 1823 wurde die bei einem Unwetter beschädigte Turmspitze erneuert. In den Jahren 1858 bis 1874 überarbeiteten die Architekten George Gilbert Scott und sein Sohn Oldrid den Bau in viktorianischem Zeitgeschmack. Als im Jahr 1888 die Diözese Wakefield eingerichtet wurde, erhielt die Kirche den Status einer Kathedrale. In den Jahren 1903 bis 1905 wurden auf der Grundlage von Zeichnungen des Architekten John Loughborough Pearson die Ostteile erneuert.

## Architektur
Das Mittelschiff der dreischiffigen Kirche ist nicht mehr gewölbt, sondern wird – ebenso wie die Seitenschiffe – seit dem 19. Jahrhundert von flachen Holzdecken überspannt. Ältester Bauteil ist die um das Jahr 1150 errichtete nördliche Langhauswand; die Stützen des Langhauses werden teilweise noch dem 13. Jahrhundert zugeordnet.

## Ausstattung
Das Chorgestühl stammt zum Teil aus dem 15. Jahrhundert; das Triumphkreuz dagegen ist ein Werk der 1940er und 1950er Jahre. Keines der mittelalterlichen Glasfenster ist erhalten geblieben; die heutigen Fenster stammen allesamt aus dem späten 19. und frühen 20. Jahrhundert. Diejenigen der Nordseite mit alttestamentarischen Themen sind etwas dunkler gehalten; diejenigen mit neutestamentarischen Themen auf der Südseite sind heller. Das Taufbecken ist ein Werk des 17. Jahrhunderts.